# Thesium densiflorum
Thesium densiflorum är en sandelträdsväxtart som beskrevs av A. Dc.. Thesium densiflorum ingår i släktet spindelörter, och familjen sandelträdsväxter. Inga underarter finns listade i Catalogue of Life.